# Galloway (runderras)

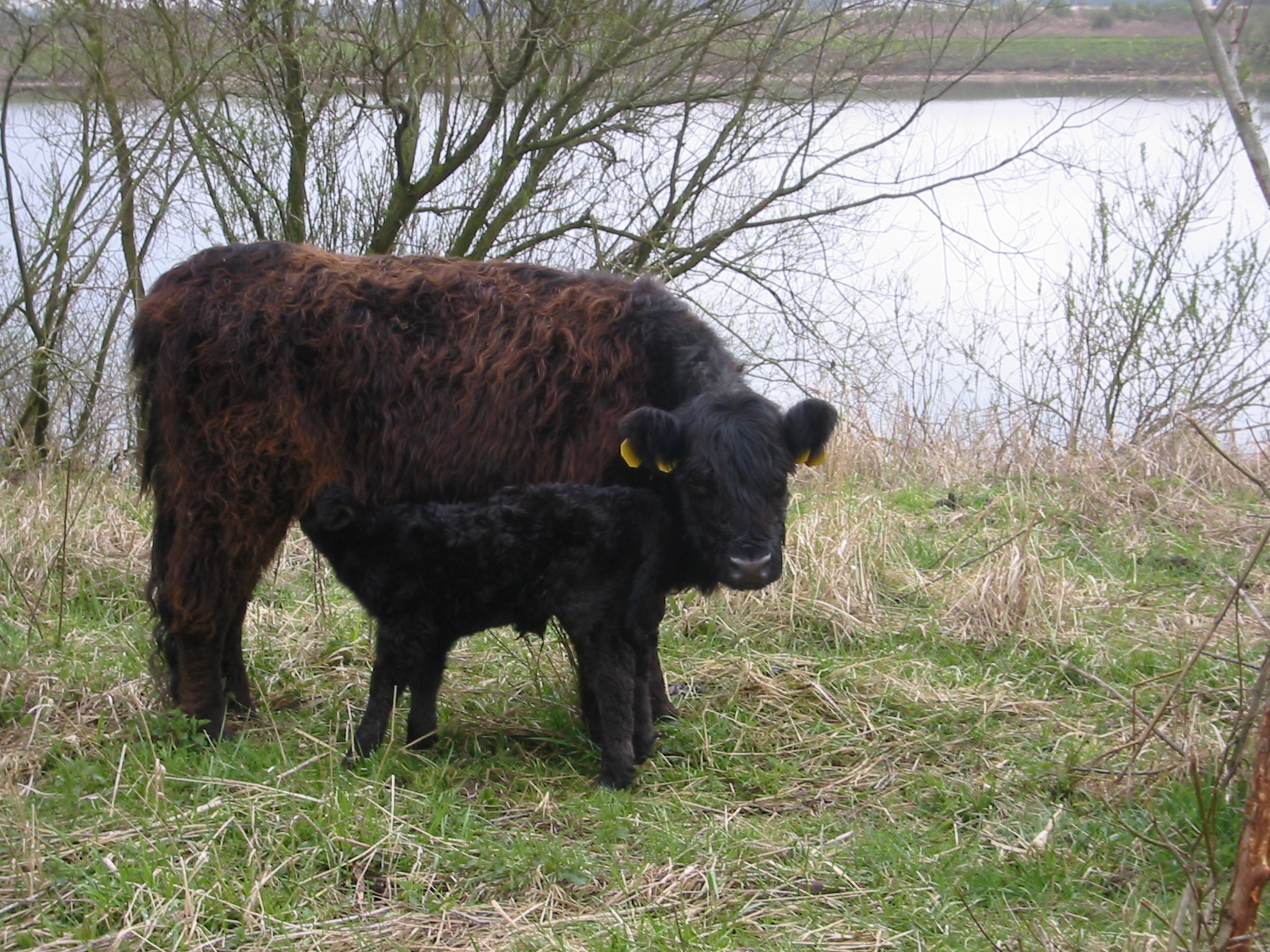
Galloways in Millingerwaard

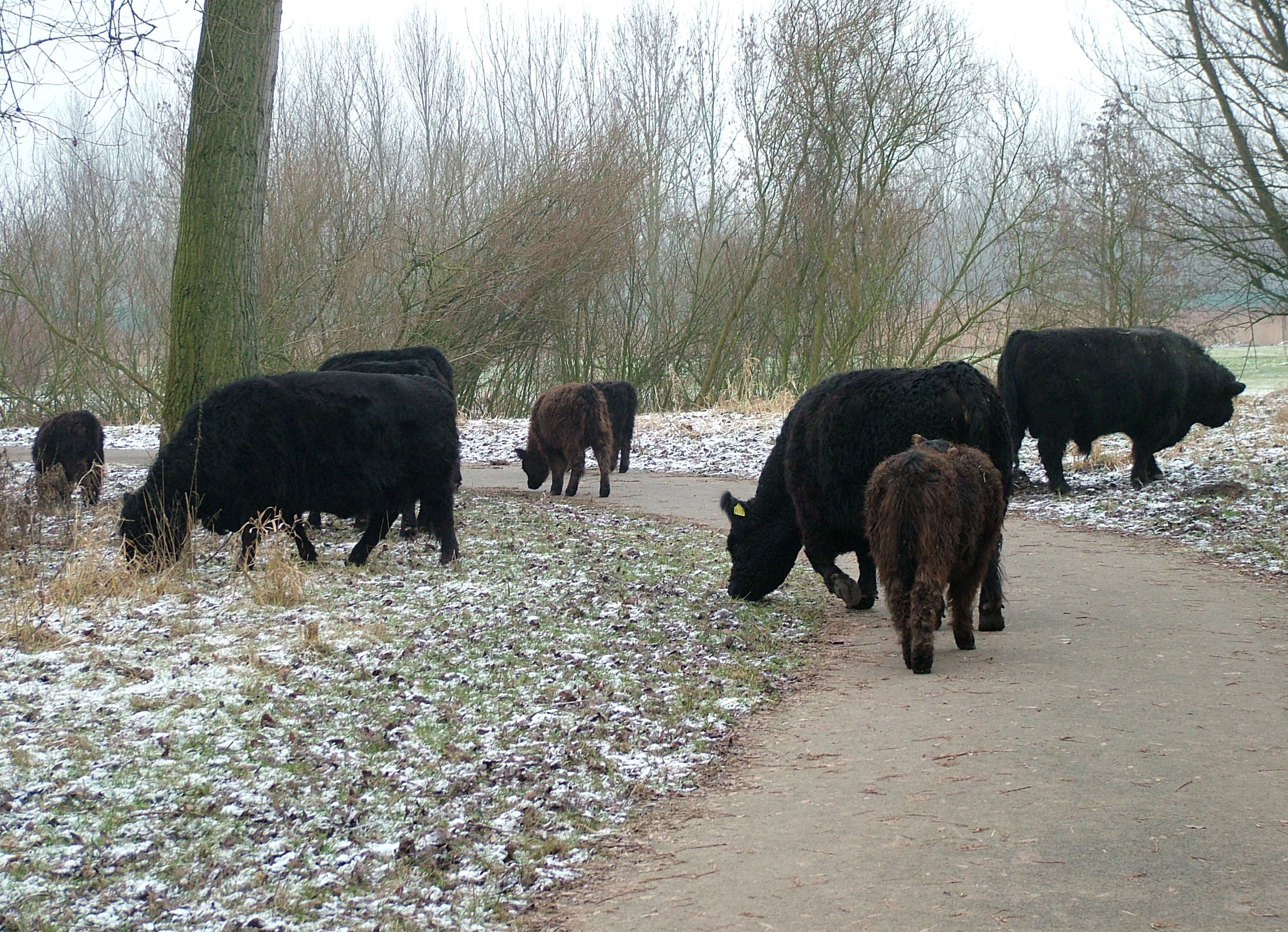
Galloways in Alphen aan den Rijn

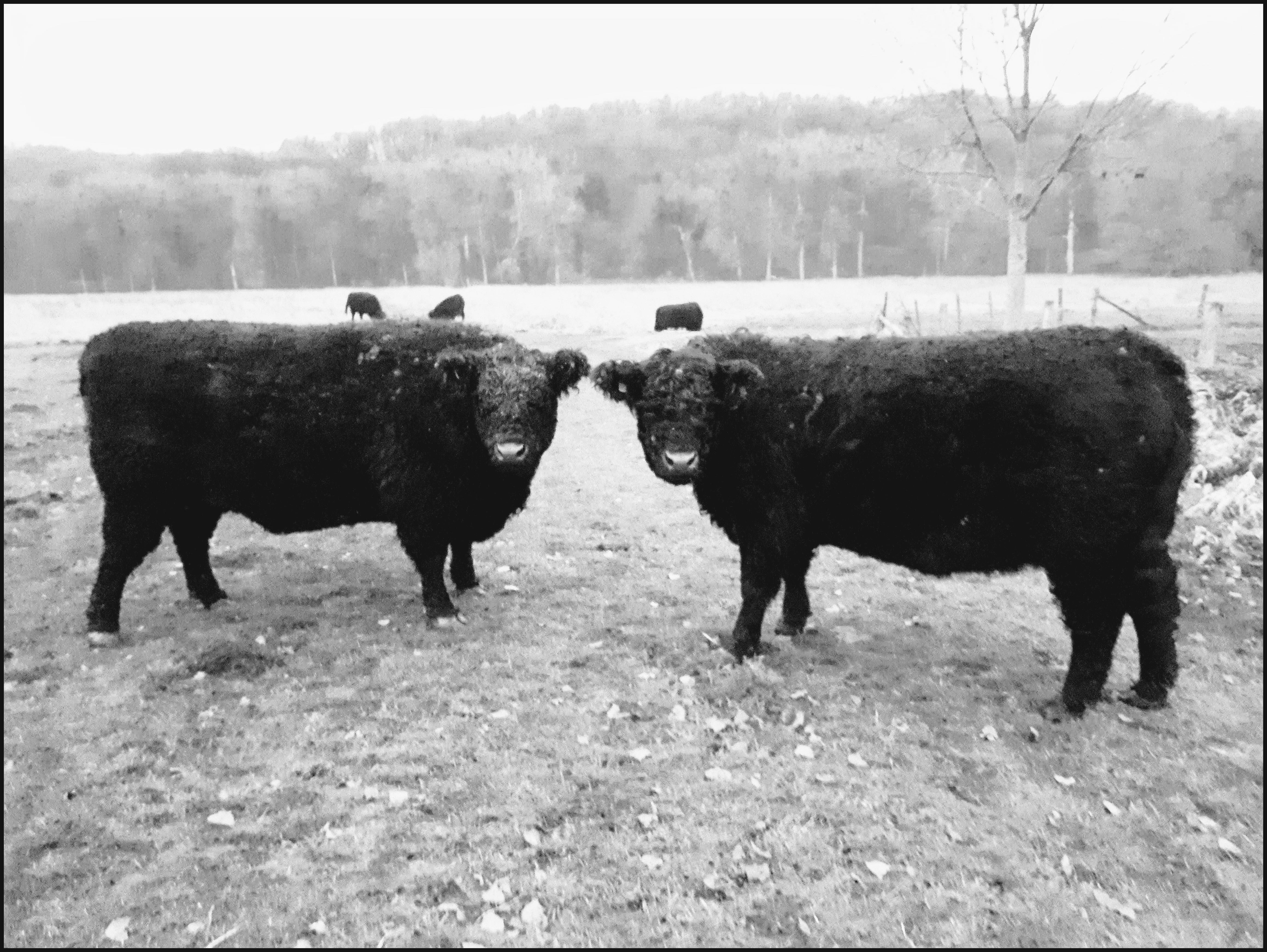
Cattle Breeds - Galloway

Een galloway is een hoornloos, meestal zwart behaard runderras dat oorspronkelijk uit het zuidwesten van Schotland komt. Galloways worden vaak in natuurgebieden ingezet als grote grazers. Ze hebben weinig zorg nodig en zijn niet agressief.

## Oorsprong
De galloway stamt af van voornamelijk zwart vee, dat sinds de Keltische tijd in Schotland voorkwam. Inkruisingen met andere rassen hebben nooit plaatsgevonden. In 1879 werd het eerste galloway stamboek opgericht.

## Kenmerken
De galloway is kortbenig en heeft een ruig haarkleed, dat hem 's winters in staat stelt buiten te blijven grazen en zelfs tijdens strenge kou te overleven. Het haar van de galloway is lang en golvend en ook de oorschelpen zijn karakteristiek. Galloway-koeien hebben een gemiddelde schofthoogte van 120 cm en wegen 450-590 kg en de stieren zijn gemiddeld 130 cm en wegen 600-900 kg.
De dieren zijn robuust en vruchtbaar. Vaarzen zijn dekrijp op een leeftijd van 20-27 maanden, de tussenkalftijd bedraagt 365 dagen. De koeien, die over een sterk beschermend moederinstinct beschikken, kunnen gedurende hun leven aan 10-12 kalveren het leven schenken. De kalveren wegen bij de geboorte 25-30 kg en zijn vitaal.
Het ras is geschikt voor extensieve vleesproductie. Op driejarige leeftijd is een gallowayrund rijp voor de slacht. Sinds het begin van de 19e eeuw is Galloway-rib een bekende en gewaardeerde vleessoort bij Londense slagers.

## Inzet
De dieren worden in veel natuurgebieden ingezet om door begrazing het landschap open te houden. Een volwassen galloway heeft ongeveer 1,5 hectare land nodig. De mest trekt weidevogels aan zoals de kievit en de scholekster. 